# Maestri fondatori del taekwondo

Tutti i maestri fondatori del taekwondo sono originali della Corea del Sud, luogo di nascita di questa arte marziale

I maestri fondatori del taekwondo è un gruppo di dodici maestri di arti marziali, originari della Corea del Sud, riuniti dalla KTA (Korea Taekwondo Association) nei primi anni del 1960 per promuovere globalmente la nuova arte marziale del taekwondo, allora di recente costituzione.
Il gruppo fu messo insieme dal gran maestro Choi Hong Hi (1918-2002), uno dei nove  gran maestri fondatori del taekwondo moderno, allora presidente della KTA e successivamente fondatore della ITF (International Taekwondo Federation) e Nam Tae Hi (1929-2013), conosciuto come il padre del taekwondo in Vietnam. Molti di questi marzialisti hanno ricoperto posizioni di rilievo nella ITF sotto il gran maestro Choi, e tutti furono inviati nei principali continenti, principalmente in Nord America, Europa e Australia, con l'obiettivo di promuovere e diffondere il taekwondo a livello mondiale.
Il titolo di "maestri fondatori del taekwondo" viene usato per descrivere questo gruppo di uomini, ma non deve essere confuso con quello dei nove gran maestri che crearono la KTA e codificarono il taekwondo moderno. I leader delle nove kwans (scuole) originali, infatti, furono un altro gruppo di gran maestri, ognuno fondatore di una delle noce kwan originali che si unirono per formare la KTA e l'attuale taekwondo (il già citato gran maestro Choi Hong Hi fu uno di questi nove gran maestri in quanto fondatore della oh do kwan). Tuttavia questi 12 maestri furono i primi a diffondere questo nuovo stile di combattimento chiamato taekwondo (infatti molti dei nove gran maestri delle kwan originali continuarono a chiamare il loro stile con i nomi da loro creati come tae soo do, kong soo do e altri, nonostante la decisione comune di unire le loro kwan per creare il taekwondo) e quasi tutti furono restii ad utilizzare il nuovo nome. Pertanto i 12 maestri fondatori furono, di fatto, i primi ad adottare e promuovere il nome di taekwondo.
I 12 maestri fondatori del taekwondo furono i seguenti:
- Maestro Choi Chang Keun – 9º dan – inviato in Canada (Vancouver)
- Maestro Choi Kwang Jo – 9º dan – Inviato negli U.S.A. (Atlanta)
- Maestro Han Cha Kyo – 9º dan – Inviato negli U.S.A. (Chicago)
- Maestro Kim Jong Chan – 9º dan – inviato in Canada (Vancouver)
- Maestro Kim Kwang Il – 9º dan – inviato in Germania (Berlino)
- Maestro Kong Young Il – 9º dan – Inviato negli U.S.A. (Las Vegas)
- Maestro Park Jong Soo – 9º dan – inviato in Canada (Toronto)
- Maestro Park Jung Tae – 9º dan – inviato in Canada (Mississauga)
- Maestro Park Sun Jae – 7º dan – inviato in Italia (Roma)
- Maestro Rhee Chong Chul - 8º dan – inviato in Australia (Sydney)
- Maestro Rhee Chong Hyup - 7º dan – inviato in Australia (Melbourne)
- Maestro Rhee Ki Ha  - 9º dan – inviato in Gran Bretagna (Glasgow)